# 宙 -そら-/響 -こえ-
『宙 -そら-/響 -こえ-』（そら / こえ）は、日本の音楽グループ・Every Little Thingの41枚目のシングル。2011年7月13日にavex traxから発売された。

## 概要
シングルとしては、前作『STAR』と『MOON』より約5か月でのリリースとなる両A面シングル。
2011年7月16日に全国東宝系で公開された映画『劇場版ポケットモンスター ベストウイッシュ ビクティニと黒き英雄 ゼクロム・白き英雄 レシラム』の主題歌であり、「宙 -そら-」が『黒き英雄 ゼクロム』、「響 -こえ-」が『白き英雄 レシラム』の主題歌となっている。また、アニメーションの映画主題歌としては、2003年の「ゆらゆら」以来となる。
両曲のメロディーはほぼ同じだが、アレンジや曲構成、キー、歌詞などが異なる。映画製作側から、「どちらかがメインという印象にはしたくないが、スポットは統一したい。サビだけ同じで、違う曲を作ることは可能か?」というリクエストにより作られた（CD&DLでーた2012年7月号）。
初回盤、通常盤、ポケモン盤と、ELTのシングルでは初めて3つの形態で発売。初回盤には「宙 -そら-」のPVを収録したDVDが付属している。ポケモン盤は書き下ろしイラストジャケット仕様となっており、「キラキラ仕様特製Wステッカー」が封入される。

## 収録曲
全曲 作詞：Kaori Mochida / 作曲：Kazuhito Kikuchi

### CD
1. 宙 -そら-
  - 編曲：Masafumi Nakao・Every Little Thing

『劇場版ポケットモンスター ベストウイッシュ ビクティニと黒き英雄 ゼクロム』主題歌
2. 響 -こえ-
  - 編曲：Tomoji Sogawa・Every Little Thing

『劇場版ポケットモンスター ベストウイッシュ ビクティニと白き英雄 レシラム』主題歌
3. 宙 -そら- (Instrumental)
4. 響 -こえ- (Instrumental)

### DVD（初回限定盤のみ）
1. "宙 -そら-" Video Clip（Original Version）
2. "宙 -そら-" Video Clip（Pokemon Version）

## 楽曲の収録アルバム
宙 -そら-
- 『ORDINARY』
- 『Every Best Single 2 ～MORE COMPLETE～』
- 『Every Best Single 2 〜laTe period〜』

響 -こえ-
- 『ORDINARY』
- 『Every Best Single 2 ～MORE COMPLETE～』
- 『Every Best Single 2 ～laTe period～』